# Omer Shapira
Omer Shapira (9 september 1994) is een Israëlisch wielrenster.

## Carrière
Shapira won het Israëlisch kampioenschap wielrennen op de weg vanaf 2017 zes jaar op rij. In 2019 maakte ze deel uit van de ploeg die de ploegentijdrit won in de Ronde van Italië voor vrouwen. In 2020 en 2022 won ze de nationale titel in het tijdrijden.
In juli 2021 nam ze namens Israël deel aan de Olympische Zomerspelen 2020 in Tokio. In de wegwedstrijd reed ze lang in de kopgroep samen met o.a. de latere winnares Anna Kiesenhofer. Shapira werd echter samen met medevluchtster Anna Plichta in de laatste vijf kilometer teruggepakt en finishte als 24e. In de tijdrit werd ze 15e.
Shapira reed in 2017 bij het Italiaanse Giusfredi-Bianchi, in 2018 bij het Amerikaanse Cylance Pro Cycling en van 2019 tot en met 2021 bij Canyon-SRAM. Vanaf 2022 reed ze bij EF Education-TIBCO-SVB. In januari 2023 maakte Shapira bekend zwanger te zijn van haar eerste kind. Dat jaar kwam ze niet in actie vanwege zwangerschapsverlof. Vanaf 2024 rijdt Shapira voor het Britse Doltcini O'Shea. Ze maakte haar comeback op 28 januari in Costa de Almeria.

### Privé
Shapira heeft een relatie met wielrenner Guy Sagiv. Op 24 juli 2023 beviel Shapira van een dochter.

## Palmares
2015
 Israëlisch kampioenschap mountainbike marathon
2017
 Israëlisch kampioen op de weg, Elite
2018
 Israëlisch kampioen op de weg, Elite
2019
 Israëlisch kampioen op de weg, Elite
1e etappe Giro Rosa (ploegentijdrit)
2020
 Israëlisch kampioen tijdrijden, Elite
 Israëlisch kampioen op de weg, Elite
2021
 Israëlisch kampioen op de weg, Elite
2022
 Israëlisch kampioen tijdrijden, Elite
 Israëlisch kampioen op de weg, Elite

## Ploegen

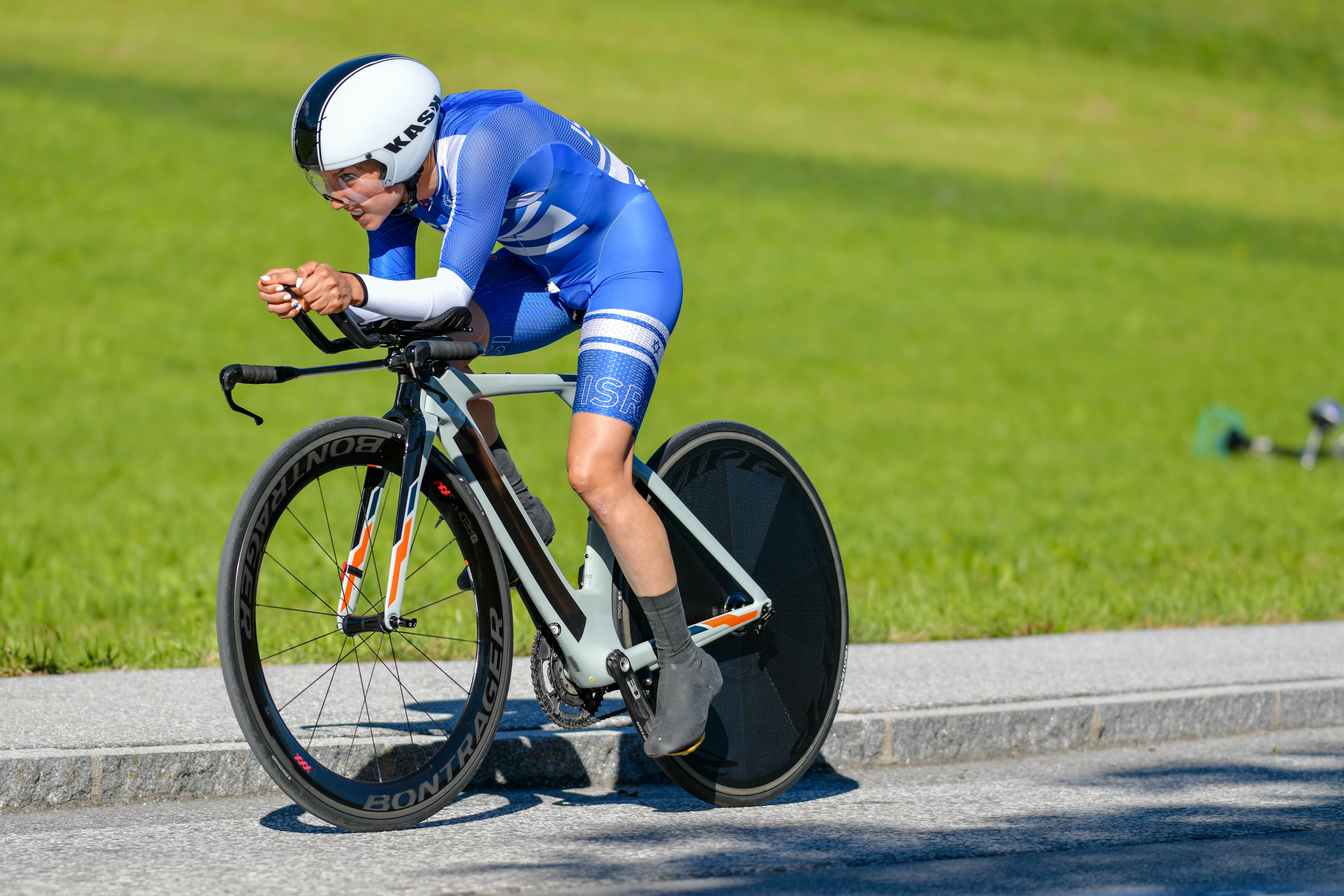
WK tijdrijden 2018 in Innsbruck.

- 2017 –  Giusfredi-Bianchi
- 2018 –  Cylance Pro Cycling
- 2019 –  Canyon-SRAM
- 2020 –  Canyon-SRAM
- 2021 –  Canyon-SRAM
- 2022 –  EF Education-TIBCO-SVB
- 2023 –  EF Education-TIBCO-SVB
- 2024 –  Doltcini O'Shea

Breck · Bronzini · Doebel-Hickok · Erić · Gutiérrez · Keough · Ratto · Shapira · Stephens · Tagliaferro
Amialiusik · A. Barnes · H. Barnes · Cecchini · Cromwell · Erath · Ferrand-Prévot · Gafinovitz · Harris · Klein · Ludwig · Niewiadoma · Riffel · Ryan · Shapira · Thorvilson
Amialiusik · A. Barnes · H. Barnes · Cecchini · Cromwell · Erath · Ferrand-Prévot · Gafinovitz · Harris · Klein · Ludwig · Niewiadoma · Pratt · Riffel · Ryan · Shapira · Thorvilson
Amialiusik · A. Barnes · H. Barnes · Bradbury · Chabbey · Cromwell · Dygert · Harris · Harvey · Klein · Ludwig · Niewiadoma · Ryan · Shapira
Bäckstedt (vanaf 1/8) · Banks · Borghesi · Erath · Doebel-Hickok · Ewers · Hammes · Honsinger · Langley · Newsom · Poidevin · Shapira · Smith · Stephens · Vallieres
Bäckstedt (tot 31/8) · Banks · Beuling (vanaf 20/4) · Borghesi · Doebel-Hickok · Ewers · Hammes · Honsinger · Jackson · Langley · Poidevin · Shapira · Smith · Stephens · Vallieres · Williams